# Botswanská fotbalová reprezentace
Botswanská fotbalová reprezentace reprezentuje Botswanu na mezinárodních fotbalových akcích, jako je mistrovství světa nebo Africký pohár národů.

## Mistrovství světa
| Rok    | Účast                                           | Soupisky |
| ------ | ----------------------------------------------- | -------- |
| 1970   | Bez účasti                                      |          |
| 1974   | Bez účasti                                      |          |
| 1978   | Bez účasti                                      |          |
| 1982   | Bez účasti                                      |          |
| 1986   | Bez účasti                                      |          |
| 1990   | Bez účasti                                      |          |
| 1994   | Nepostoupili z kvalifikace                      |          |
| 1998   | Bez účasti                                      |          |
| 2002   | Nepostoupili z kvalifikace                      |          |
| 2006   | Nepostoupili z kvalifikace                      |          |
| 2010   | Nepostoupili z kvalifikace                      |          |
| 2014   | Nepostoupili z kvalifikace                      |          |
| 2018   | Nepostoupili z kvalifikace                      |          |
| 2022   | Nepostoupili z kvalifikace                      |          |
| Celkem | účast – 0× zlato – 0×, stříbro – 0×, bronz – 0× |          |